# Rethymno (regionální jednotka)
Regionální jednotka Rethymno (řecky: Περιφερειακή ενότητα Ρεθύμνου) je jednou ze čtyř regionálních jednotek na Krétě, která je v Řecku. Má rozlohu 1496 km². V roce 2011 v ní žilo 85 609 obyvatel. Hlavním městem je stejnojmenné Rethymno. Hlavním zdrojem příjmů je turistika.

## Administrativní dělení
Regionální jednotka Rethymno se od 1. ledna 2011 člení na 5 obcí:

Administrativní dělení

| číslo na mapce | Obec            | řecky                 | rozloha (km²) | počet obyvatel | hustota zalidnění | sídlo obce   |
| -------------- | --------------- | --------------------- | ------------- | -------------- | ----------------- | ------------ |
| 1              | Rethymno        | Δήμος Ρεθύμνης        | 397,48        | 55 525         | 139,69            | Rethymno     |
| 2              | Agios Vasileios | Δήμος Αγίου Βασιλείου | 551,04        | 28 270         | 51,30             | Spili        |
| 3              | Amari           | Δήμος Αμαρίου         | 277,74        | 5 915          | 21,30             | Agia Foteini |
| 4              | Anogeia         | Δήμος Ανωγείων        | 130,96        | 2 379          | 18,17             | Anogeia      |
| 5              | Mylopotamos     | Δήμος Μυλοποτάμου     | 337,93        | 14 363         | 42,50             | Perama       |

## Města
- Rethymno (34 300 obyvatel)
- Atsipopoulo (4 947 obyvatel)
- Anogeia (2 379 obyvatel)

## Vesnice
Agios Vasileios, Akoumia, Amari, Amnatos, Apodoulou, Archaia Eleftherna, Argyroupoli, Chromonastiri, Eleftherna, Gerani, Gonia, Lefkogeia, Maroulas, Monastiraki, Myriokefala, Pantanassa, Pigi, Prines, Roussospiti, Roustika, Skouloufia,

## Známé osobnosti
- Kostas Moundakis
- Nikos Xilouris
- Thanassis Skordalos
- Nick Dandolos